# Rancho Grande, Acatlán de Pérez Figueroa
Rancho Grande är en ort i Mexiko.   Den ligger i kommunen Acatlán de Pérez Figueroa och delstaten Oaxaca, i den sydöstra delen av landet, 300 km öster om huvudstaden Mexico City. Rancho Grande ligger 50 meter över havet och antalet invånare är 1 009.
Terrängen runt Rancho Grande är huvudsakligen platt, men västerut är den kuperad. Runt Rancho Grande är det ganska tätbefolkat, med 75 invånare per kvadratkilometer. Närmaste större samhälle är Nuevo Paso Nazareno, 6,4 km söder om Rancho Grande. Trakten runt Rancho Grande består till största delen av jordbruksmark.